# Hans-Jürgen Neubert
Hans-Jürgen Neubert (* 1945 oder 1946  in Ostpreußen) ist ein deutscher Skatspieler und Skatweltmeister des Jahres 2014.
Der in Winsen ansässige Neubert wurde Einzel-Weltmeister bei der 19. Skat-Weltmeisterschaft 2014 in Asunción. Bereits 1990 gehörte er zum siegreichen Team in der Nationenwertung der WM in Surfers Paradise in Australien und holte zwei Jahre später bei der WM in Montreal in Kanada den zweiten Platz mit seiner Mannschaft, dem Skatclub Stadthalle Winsener 8. 2004 erreichte er als Ersatzmann für das polnische Team den dritten Platz bei der WM in Pucón in Chile. Darüber hinaus gewann Neubert die Teamwertung bei dem Canadian Championship 2009 Montreal, wo er bereits ein Jahr zuvor drittplatzierter in der Einzelwertung geworden war.